# Rothenburg ob der Tauber
Rothenburg ob der Tauber este un oraș din Franconia Mijlocie, landul Bavaria, Germania.

## Obiective turistice
Pe latura de nord a pieții centrale a orașului se găsește clădirea în stil Renaissance Ratstrinkstube (Birtul sfetnicilor). Ceasul de pe clădire (numit Meistertrunk) a fost montat (la început fără figuri) în anul 1683. În anul 1910 "Asociația Prietenilor orașului Rothenburg din Nürnberg" a completat ceasul cu 2 figuri, care defilează în fața publicului la orele 11, 12, 13 și 14, după care dispar. Cele 2 figuri reprezintă o scenă legendară (ireală): comandantul militar  Johann von Tilly (din partea combatanților catolici), ridică triumfal bastonul de mareșal în aer, iar primarul Rothenburg-ului Georg Nusch (din partea combatanților învinși protestanți) bea dintr-un pocal ornat, după cucerirea orașului de către trupele catolice, după un lung asediu. Scena s-ar petrece în anul 1631, în timpul "Războiului de 30 ani" dintre catolici și protestanți (1618–1648). Tilly îl priveste uimit pe primar, impresionat de cantitatea mare de vin turnată pe gât. Legenda spune ca Tilly ar fi intenționat să execute 4 sfetnici locali. Cu o exceptie: dacă la ceremonia de predare a orașului, la care se dădea învingătorilor de băut, cineva ar fi băut dintr-odata 3,25 litri de vin, fără a pune pocalul jos. Primarul Georg Nusch ar fi izbutit isprava, bând dintr-o răsuflare cei 3,25 litri de vin, salvând prin aceasta de la moarte 4 sfetnici, iar orașul de prădăciuni și distrugeri.
La intrarea în fosta casa a primarului Georg Nusch (numită Roter Hahn, Cocoșul Roșu) de pe strada Schmiedgasse, este inscripționat în latină un text care evocă acest episod ficțional.

## Galerie de imagini

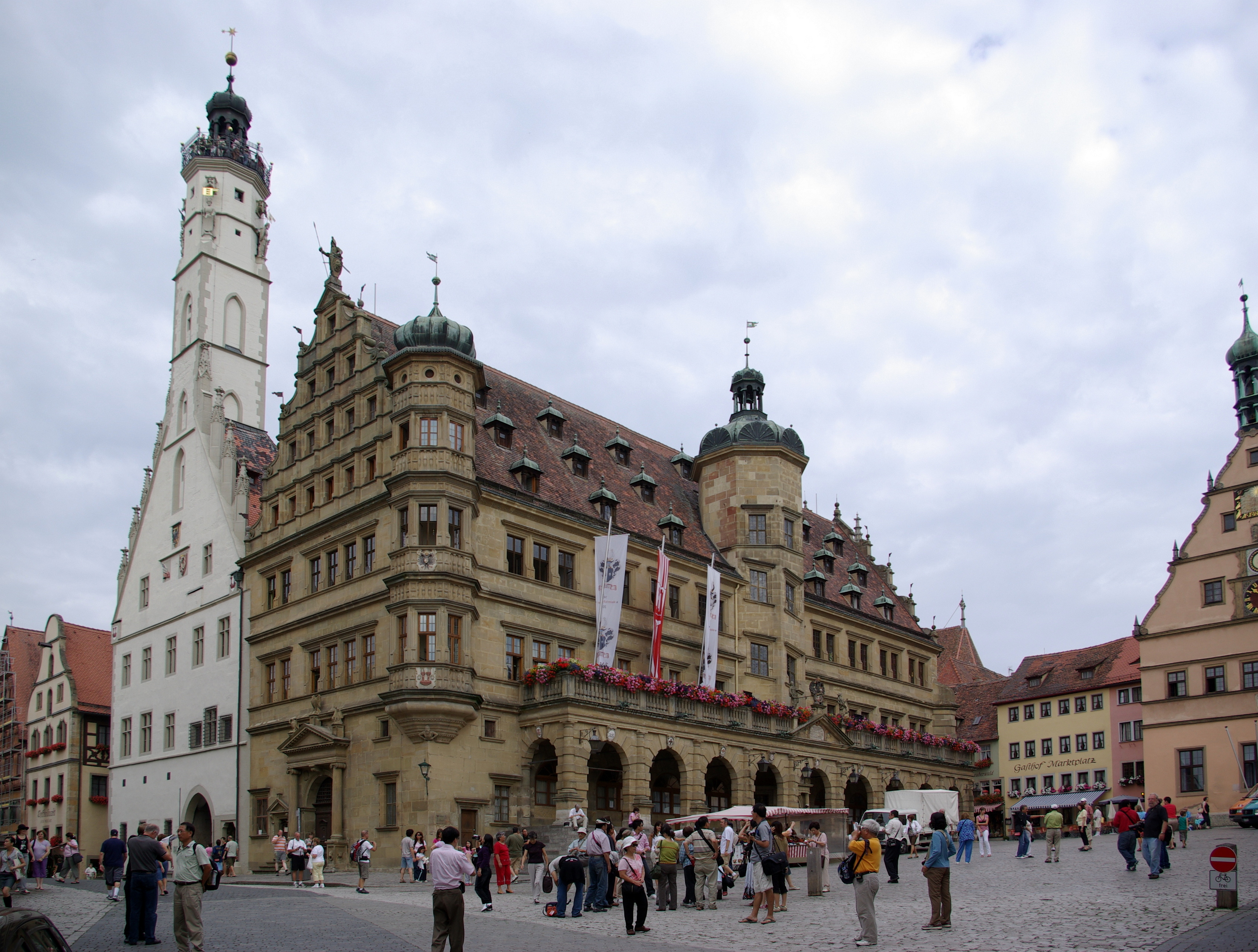
Rathaus / Primăria și Ratstrinkstube
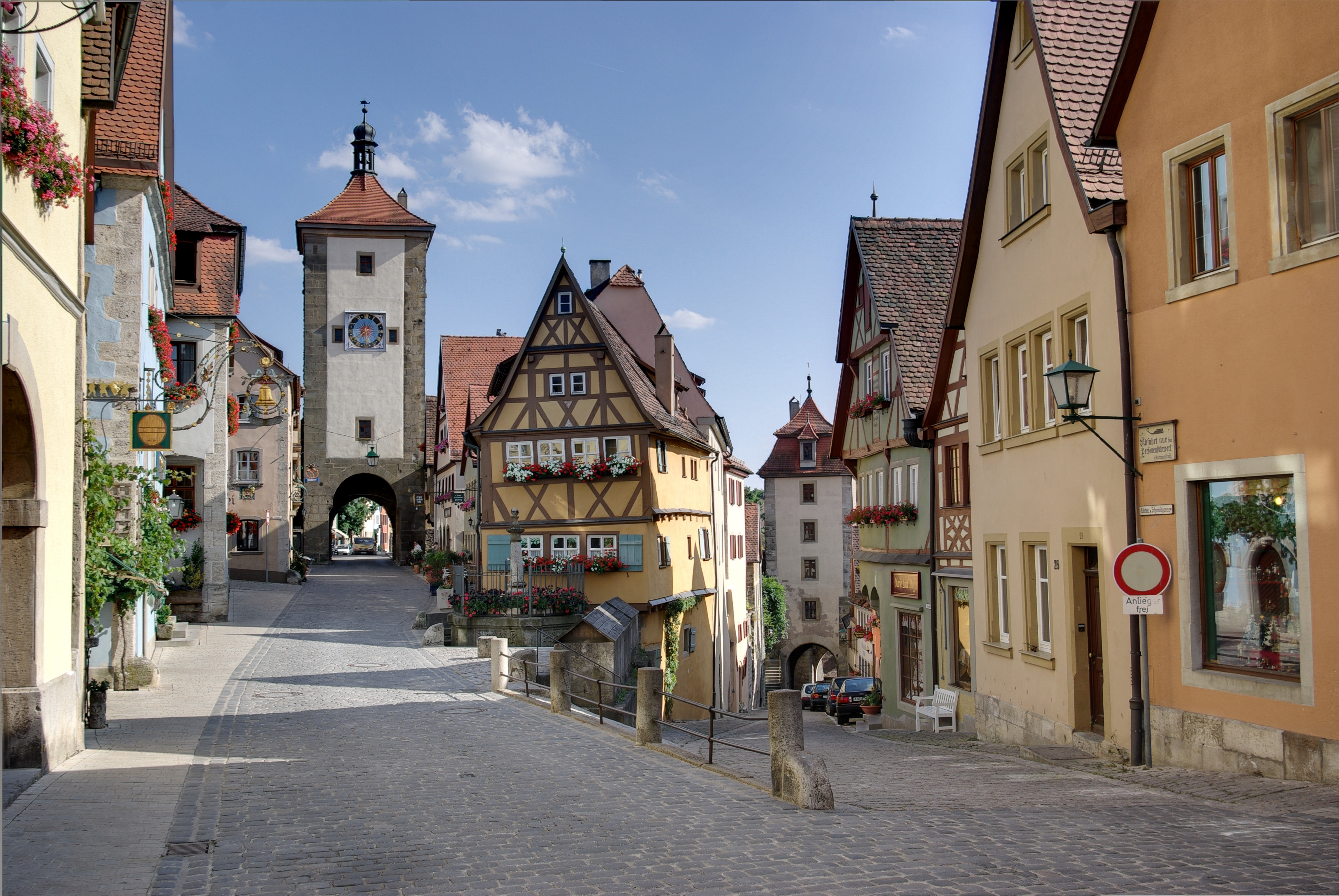
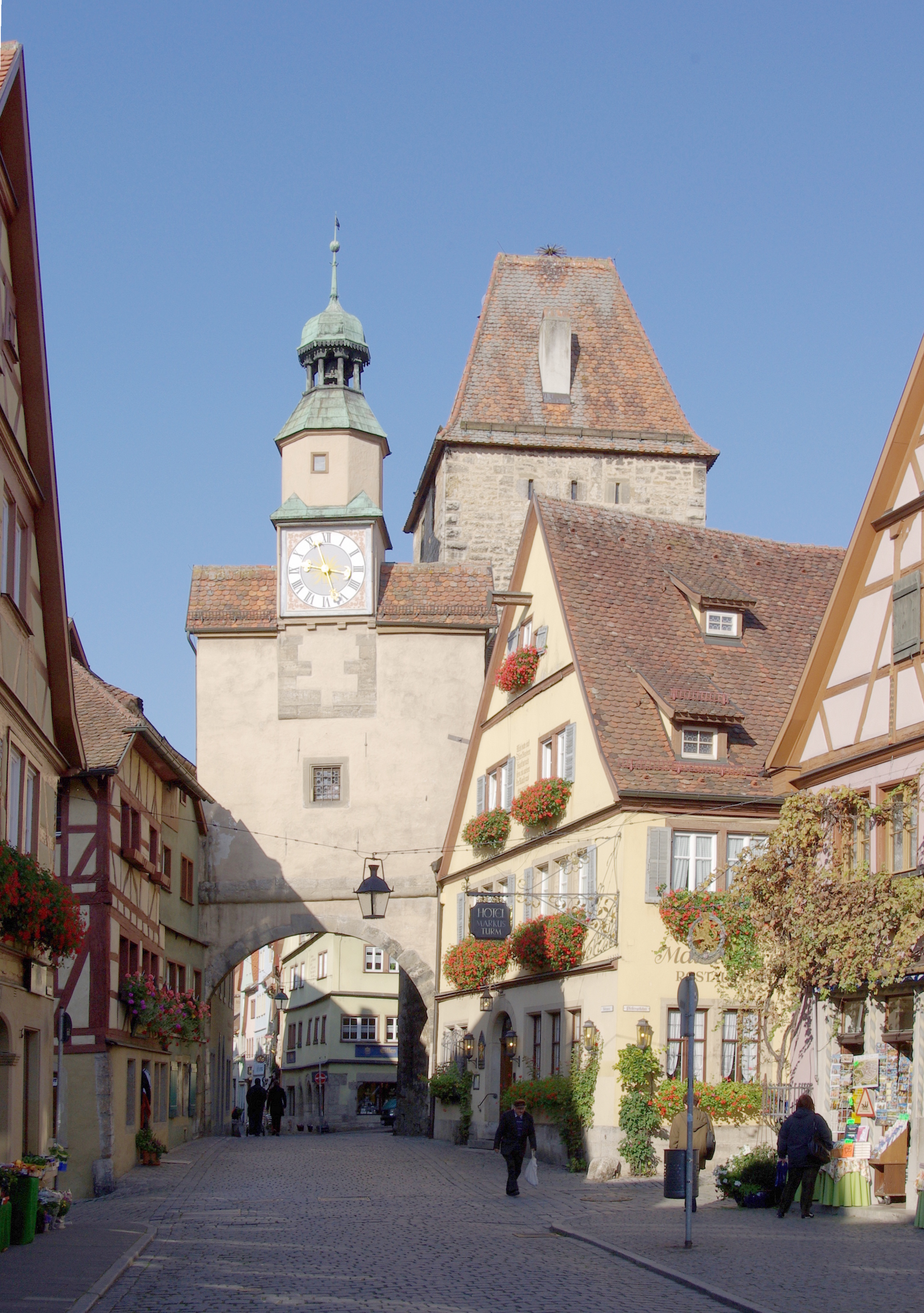
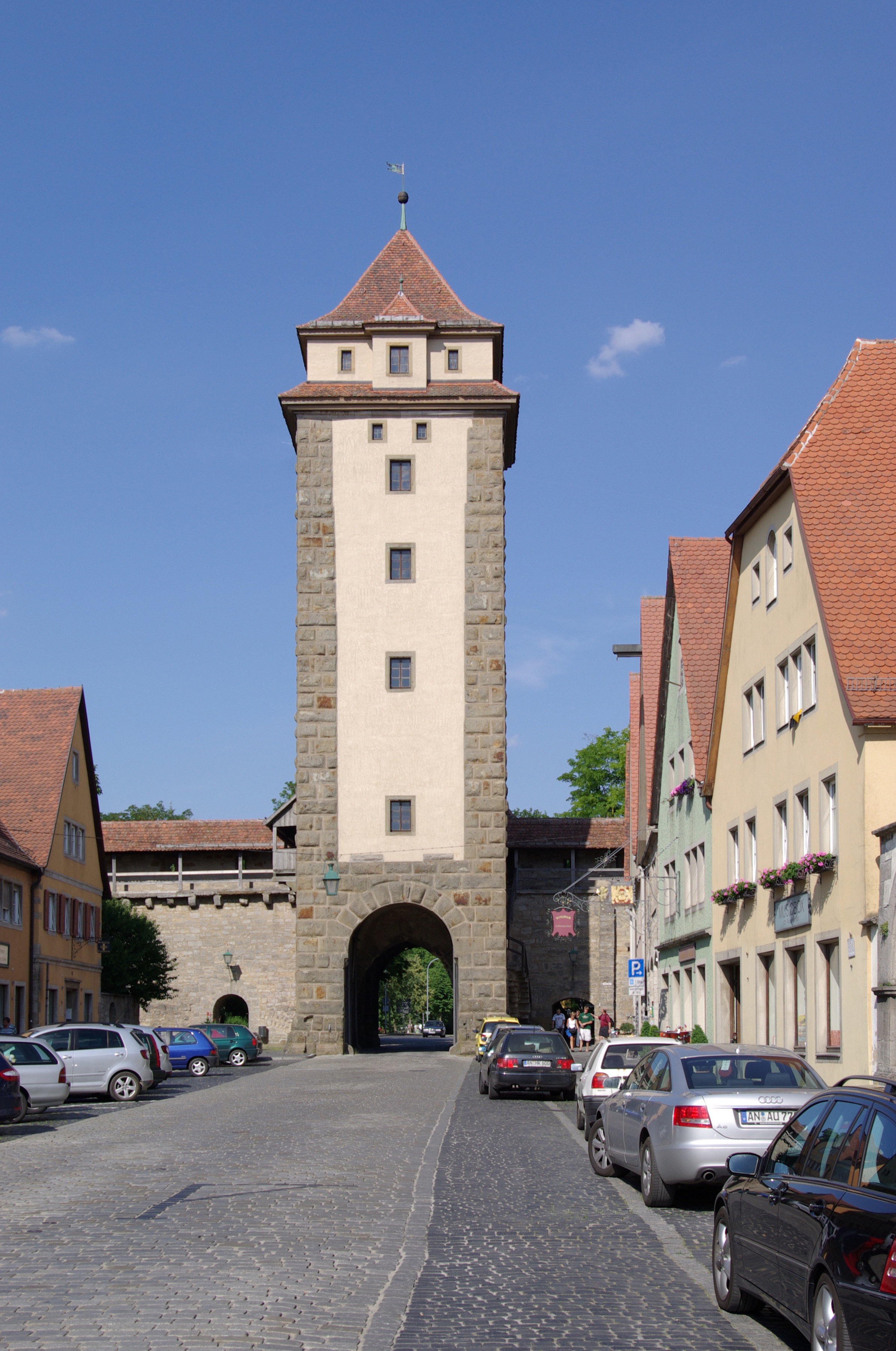
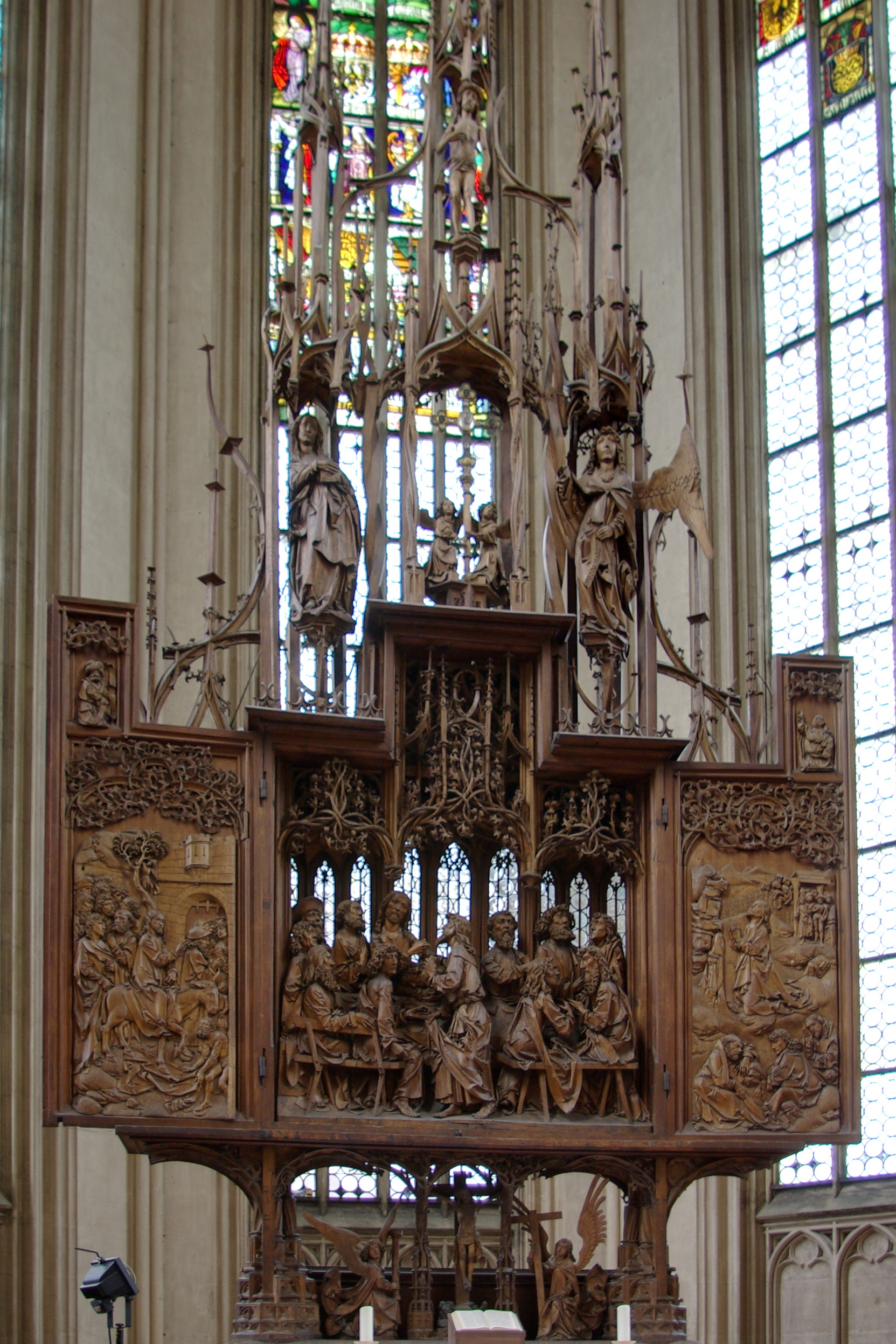
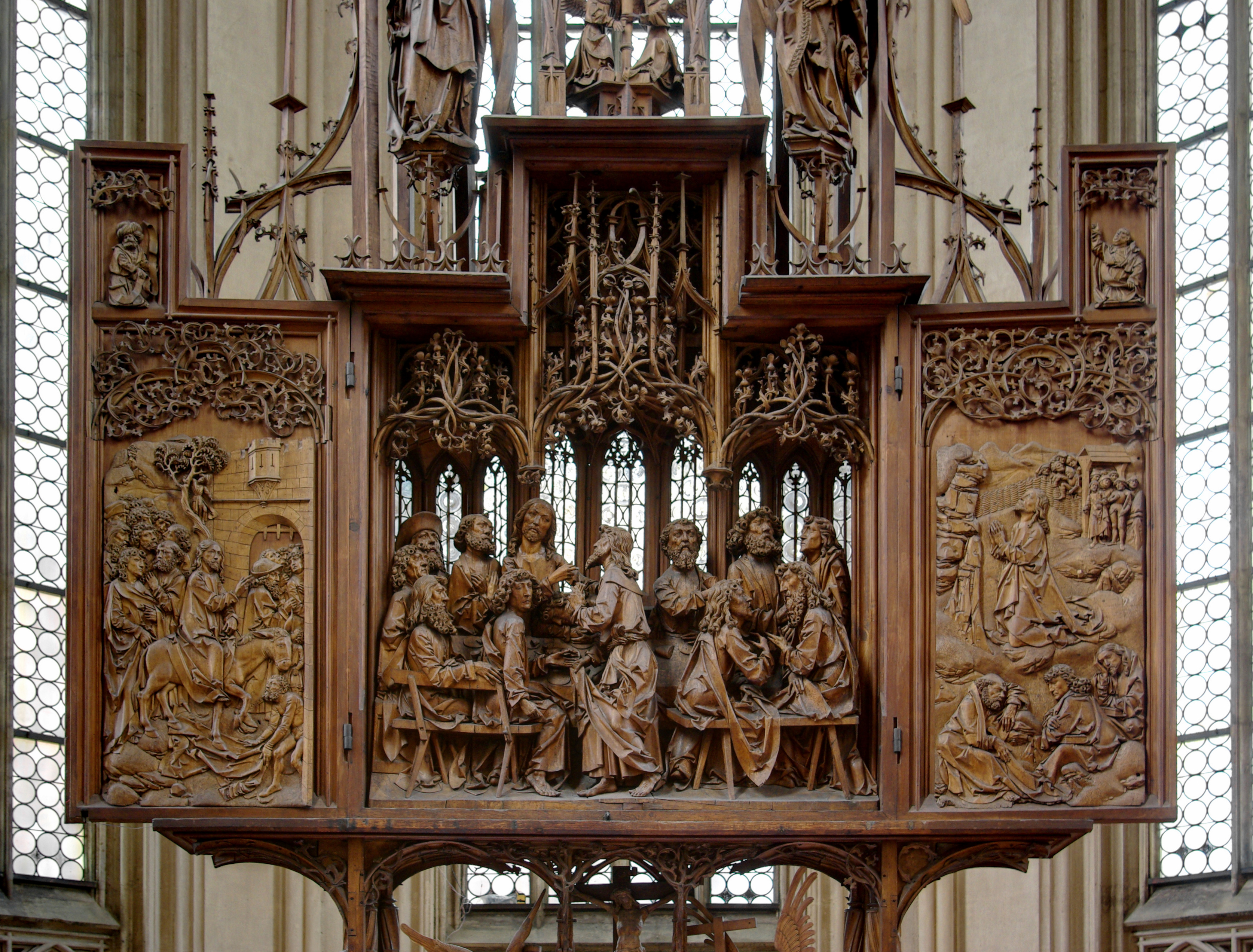